# Lysistratos
Lysistratos est un sculpteur de la Grèce antique originaire de Sicyone, frère de Lysippe et oncle de Daippos, Boedas et Euthycrate, eux-mêmes sculpteurs.

## Notice historique
Dans son Histoire naturelle, l'historien romain Pline l'Ancien rapporte que Lysistratos a toujours suivi, dans sa longue carrière, une ligne fort réaliste. Un grand esprit d'innovation le caractérise, et il semble avoir été le premier sculpteur dans l'histoire à appliquer une couche de plâtre sur le visage humain afin d'être en mesure d'en recréer une reproduction fidèle en bronze ou en marbre, beaucoup plus réaliste que celles faites jusqu'ici.